# فرومنتيوس
القديس الأنبا فرومنتيوس والشهير باسم آبا سلامة، (بالجعزية: ፍሬምናጦስ Fremnāṭos)، هو أول أسقف في إثيوبيا؛ نصبه بابا الإسكندرية، (ولد في مطلع القرن 4 في مدينة صور (لبنان). توفي حوالي 383 م في مملكة أكسوم).